# Tutub
Tutub o Tuttub fue una ciudad-Estado de la antigua Mesopotamia, situada a orillas del río Diyala. Actualmente sus ruinas se encuentran en Khafaji, o Tell Khafajah (este de Bagdad, Irak). Destacó durante el período dinástico arcaico (hacia 2900 a. C. - 2334 a. C.), época de la que conocemos, entre otros importantes vestigios arqueológicos, un templo de forma oval. En época paleobabilónica Tutub, anteriormente vasalla de Ešnunna, contó con una breve dinastía independiente hacia el año 1895 a. C.

## Excavaciones
Fue excavada por investigadores de la universidad de Chicago entre 1930 y 1938. Además del templo se encontraron barrios residenciales, excavados ampliamente. Se encontraron 65 viviendas situadas en 12 niveles diferentes de ocupación. Las viviendas, situadas sobre promontorios, debieron pertenecer a familias de alto estatus. No obstante, las viviendas excavadas presentan similitudes arquitectónicas con otras encontradas en diferentes ciudades mesopotámicas de la época, como por ejemplo la planta rectangular, los muros compartidos y las habitaciones multitudinarias.